# Bisbat d'Ugento-Santa Maria di Leuca

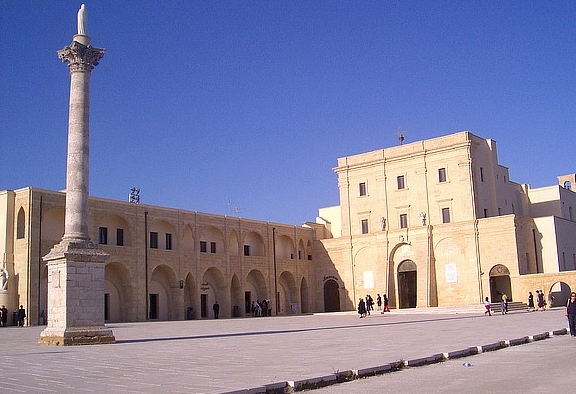
La basilica santuari de Santa Maria de Finibus Terrae a Leuca

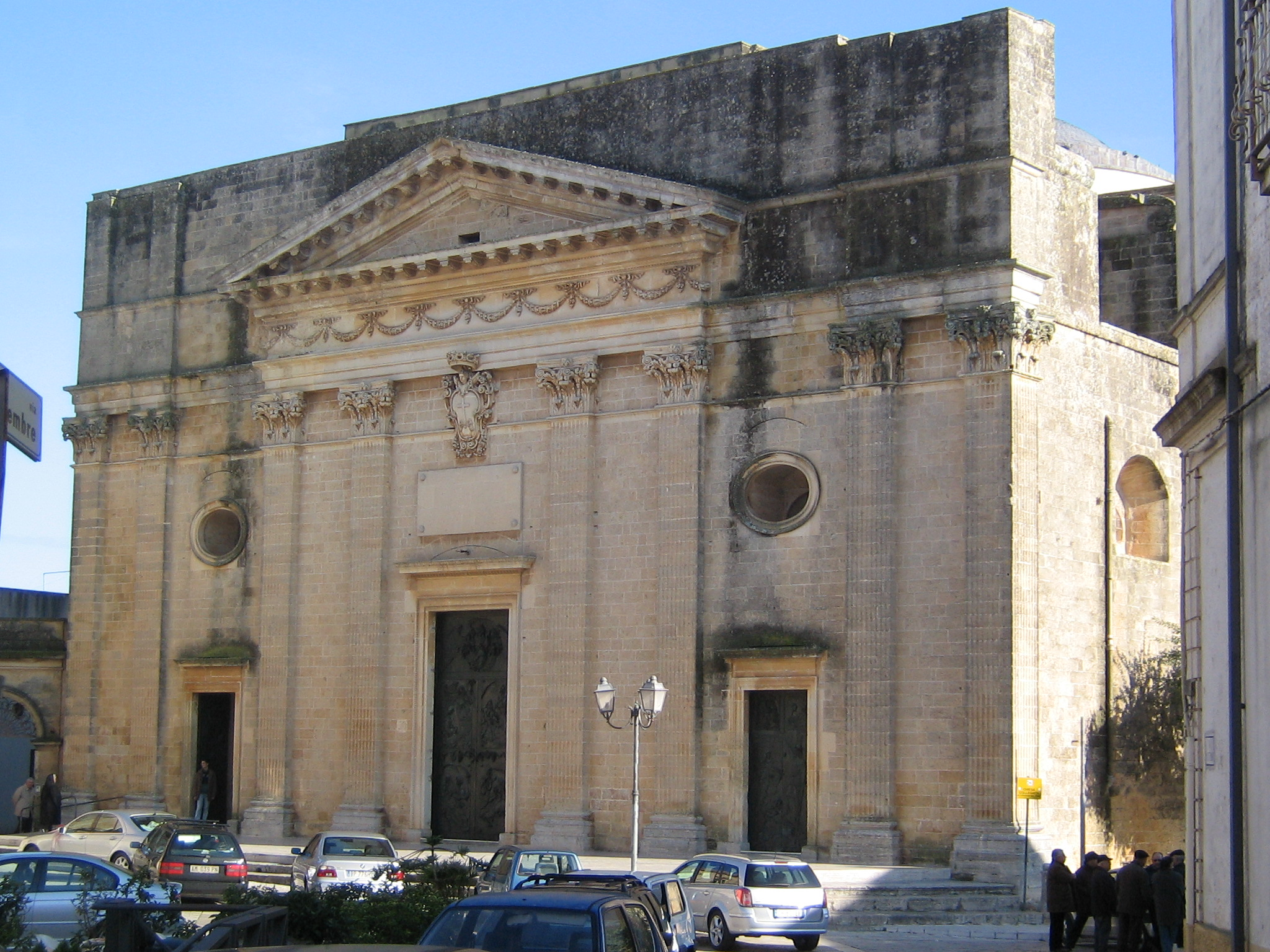
L'església del S.S.Salvatore d'Alessano, catedral de la diòcesi d'Alessano fins al 1818

El bisbat d'Ugento-Santa Maria di Leuca  (italià: diocesi di Ugento-Santa Maria di Leuca ; llatí: Dioecesis Uxentina-Sanctae Mariae Leucadensis) és una seu de l'Església catòlica, sufragània de l'arquebisbat de Lecce, que pertany a la regió eclesiàstica Pulla. El 2010 tenia 120.000 batejats d'un total de 122.000 habitants. Actualment està regida pel bisbe Vito Angiuli.
El sant patró de la diòcesi d'Ugento-Santa Maria de Leuca és sant Vicenç d'Osca, la festa del qual és el 22 de gener.

## Territori
La diòcesi comprèn la part meridional de la província de Lecce, amb els municipis d'Acquarica del Capo; Alessano, amb la part de Montesardo i la localitat costanera de Marina di Novaglie; Castrignano del Capo, amb la part de Giuliano di Lecce, Salignano i Santa Maria di Leuca; Corsano; Gagliano del Capo, amb la part d'Arigliano i San Dana; Miggiano; Montesano Salentino; Morciano di Leuca, amb la part de Barbarano del Capo i la localitat costanera de Torre Vado; Patù, amb la part de Marina di Felloniche i Marina di San Gregorio; Presicce; Ruffano, amb la part de Torrepaduli; Salve, amb la part de Ruggiano i la localitat costanera de Pescoluse, Torre Pali, Posto Vecchio; Specchia; Supersano; Taurisano; Tiggiano; Tricase, amb la part de Depressa, Lucugnano i els districtes de Caprarica del Capo, Marina Serra, Tricase Porto, Sant'Eufemia i Tutino; Ugento, amb la part de Gemini i Torre San Giovanni, la localitat costanera de Fontanelle, Torre Mozza, i Lido Marini.
La seu episcopal és la ciutat d'Ugento, on es troba la catedral de Santa Maria Assunta.
El territori està dividit en 43 parròquies, agrupades en quatre zones pastorals:
- Zona pastoral de Taurisano;
- Zona pastoral de Tricase;
- Zona pastoral de Santa Maria di Leuca;
- Zona pastoral de Ugento.

## Santuaris
- "Santa Maria de Finibus Terrae", antic santuari[1] marià, elevat a la dignitat de basílica menor el 7 d'octubre de 1990, pel Papa Joan Pau II, a petició del bisbe Mario Miglietta,[2]

amb una celebració solemne presidida pel cardenal Eduardo Martínez Somalo;
- "Santa Marina",[3][4][5] Ruggiano;
- "Santa Maria della Strada",[6] elevada a santuari marià diocesà el 6 d'abril de 1996, de Domenico Caliandro, Taurisano;
- "San Rocco",[7][8] Torrepaduli;
- "Madonna di Fatima",[9][10] elevada, el 1957, pel bisbe Giuseppe Ruotolo, en ocasió del 50è aniversari de les aparicions de Fátima, Tricase;
- "Madonna della Serra",[11] Tricase;
- "Santuario dei Santi Cosma Damiano", Ugento;
- "Madonna della Luce", Ugento.

## Història
Una carta del Papa Innocenci III, del 23 de juny de 1198, cita Ugento com a sufragània de l'arxidiòcesi d'Otranto.
Per determinar la dependència d'Ugento de la metropolitana idruntina, probablement, va ser el Papa Urbà II, que durant la seva visita pastoral a la Pulla el 1089, definí els límits de les províncies eclesiàstiques de Bríndisi i de Bari.
No obstant això, no se sap històricament la data de l'erecció de la diòcesi. Els erudits afirmen que va ser construïda vers el segle vi. La incertesa es deu a la devastació i la destrucció dels arxius d'Ugento, de 1537, a les mans dels otomans. Algunes restes mostren certa cronologia dels bisbes diocesans, des del segle xiii, quan el Papa Martí IV, en 1282, va confirmar l'elecció feta pel Capítol d'Ugento, del bisbe Goffredo, llavors rector de la veïna diòcesi d'Alessano.
Entre 1500 i 1800 tots els prelats d'Ugento van ser presentats a l'episcopat pel rei de Nàpols, qui tenia aquest dret.
El 27 de juny de 1818, després del concordat, la diòcesi va ser ampliada, incorporant-se el territori de la suprimida diòcesi de Alessano en virtut de la butlla De utiliori del Papa Pius VII.
En 1705, durant l'episcopat del bisbe Pedro Lázaro Terrer, en virtut de les disposicions del Concili de Trento, gràcies a les donacions de la família rica Papalia, es va inaugurar la primera seu del seminari episcopal. La seu actual està intitulada al bisbe Francesco Bruni, promotor en 1858 del nou edifici, dissenyat pel napolità Magliola. La inauguració va tenir lloc el 1912. El seminari va ser renovat en els anys seixanta.Alberga l'Escola de formació Socio-Política i l'Escola de formació Teològico-Pastoral. Compta amb una casa d'estiu a Tricase Porto.
Per segellar la profunda devoció vers la verge de Santa Maria de Finibus Terrae per part de tota la diòcesi, el Papa Joan XXIII, l'1 d'agost de 1959, va acceptar la petició del bisbe Giuseppe Ruotolo i va ordenar el canvi del nom de la diòcesi amb el decret Sanctuarium Sanctae Mariae Leucadensis de la Congregació Consistorial. Sempre per obra del mateix prelat també es deu la construcció de Santa Maria di Leuca la "Casa del Clero e dell'Anziano", dirigit per les Filles de Santa Maria di Leuca.
Des del 20 d'octubre de 1980, arran de la butlla papal de Joan Pau II Conferentia episcopalis Apuliae, la seu ugentina va esdevenir sufragània de l'arxidiòcesi de Lecce.
A la cripta sepulcral de la catedral, a iniciativa del bisbe Vito De Grisantis, el 6 de juliol de 2004, es va inaugurar el Museu Diocesà.
En record de la visita del Papa Benet XVI a Santa Maria di Leuca el 14 de juny de 2008, a instàncies del bisbe Vito De Grisantis, el 26 de novembre de 2009, va ser inaugurat, entre Lucugnano i Alessano, un modern auditori, amb 800 seients. Per obra del mateix pastor va néixer el Projecte Tobies, un fons de garantia diocesà per al microcrèdit ètic-social.
La diòcesi ha dut a terme en col·laboració amb les monges marcelines la gestió de l'Hospital Provincial General "Card. Giovanni Panico" i del "Hospici Casa di Betània", inaugurat el 20 de setembre de 2008, pel cardenal Salvatore De Giorgi.
Estan en curs les causes de la canonització d'Antonio Bello i de Mirella Solidoro, joves de Taurisano.

## Cronologia episcopal
- Simeone, O.S.B. †

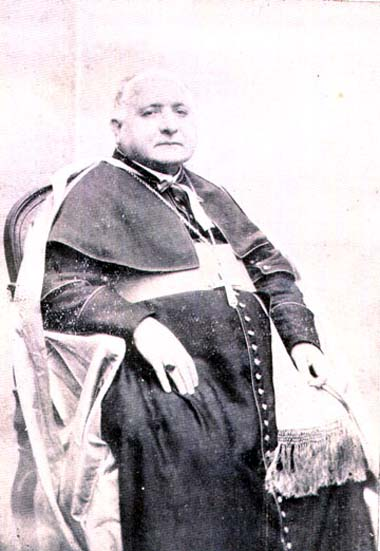
Salvatore Luigi Zola, C.R.L., bisbe de Ugento (1873 - 1877)

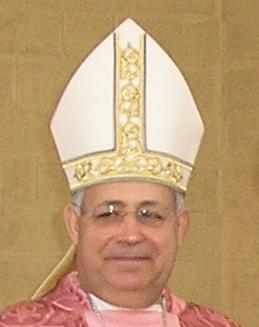
Domenico Caliandro, bisbe d'Ugento-Santa Maria di Leuca (1993 - 2000)

- Lando † (23 de juliol de 1254 - 1281 mort)
- Goffredo † (23 de novembre de 1282 - ?)
- Egidio † (citat el 1283)
- Giovanni Allegri † (? - 29 de setembre de 1291 nomenat bisbe de Ravello)
- Giovanni II † (29 de setembre de 1291 - ?)
- Nicola † (? mort)
- Giovanni III † (21 de juliol de 1363 - ?)
- Obediència avinyonesa:
  - Riccardo † (vers 1389 - 27 de gener de 1391 nomenat bisbe de Troia)
  - Andrea I † (vers 1390 - ? mort)
  - Giovanni IV † (11 de setembre de 1398 - ?)
- Obediència romana:
  - Leonardo † (vers 1389 - 1392 mort)
  - Tommaso † (6 d'abril de 1392 - 1399 mort)
  - Giovanni V † (18 d'agost de 1399 - 1401 mort)
  - Tommaso Butyller, O.F.M. † (16 de maig de 1401 - 1405 mort)
  - Onofrio da Sulmona, O.E.S.A. † (2 de desembre de 1405 - 1427 mort)
- Giovanni IV † (3 de desembre de 1427 - 1437 mort) (per segon cop)[19]
- Nuccio da Nardò, O.F.M. † (19 de març de 1438 - 1446 mort)
- Filippo † (14 de març de 1446 - ?)
- Domenico Erach † (1464 - ?)
- Nicola † (? - 1489 mort)
- Antonio Giaconi † (17 de juliol de 1489 - 19 de març de 1494 nomenat bisbe de Pozzuoli)
- Mauro de Sinibaldis † (19 de març de 1494 - 1517)
- Andrea II † (1517 - ? mort)
- Carlo Borromeo † (9 de març de 1530 - 6 de juliol de 1537 nomenat bisbe de Pozzuoli)
- Bonaventura, O.F.M.Obs. † (6 de juliol de 1537 - 1558 mort)
- Antonio Minturno † (27 de gener de 1559 - 13 de juliol de 1565 nomenat bisbe de Crotone)
- Desiderio Mazzapica, O.Carm. † (6 de setembre de 1566 - 28 d'abril de 1593 mort)
- Giuseppe De Rossi † (11 de març de 1596 - 29 de març de 1599 nominat bisbe de l'Aquila)
- Pedro Guerrero † (15 de desembre de 1599 - 10 de gener de 1611 mort)
- Luca Franchi † (27 de gener de 1614 - 1615 mort)
- Juan Bravo Lagunas, O.E.S.A. † (11 de gener de 1616 - 1627 dimití)
- Luis Ximénez, O. de M. † (30 d'agost de 1627 - 1636 mort)
- Geronimo Martini † (30 de març de 1637 - 1648 mort)
- Agostino Barbosa † (22 de març de 1649 - 19 de novembre de 1649 mort)
- Andrea Lanfranchi, C.R. † (19 de desembre de 1650 - 1651 mort)
  - Sede vacante (1651-1659)
- Lorenzo Enzines, O.Carm. † (28 de juliol de 1659 - 23 de novembre de 1660 mort)
- Antonio Carafa, C.R. † (12 de febrer de 1663 - 9 de maig de 1704 mort)
- Pedro Lázaro Terrer, O.F.M.Obs. † (9 de febrer de 1705 - maig de 1709 mort)
  - Sede vacante (1709-1713)
- Nicola Spinelli † (30 d'agost de 1713 - 5 de juny de 1718 mort)
  - Sede vacante (1718-1722)
- Andrea Maddalena, C.R.M. † (2 de març de 1722 - 27 de setembre de 1724 nominat arquebisbe de Bríndisi)
- Francesco Battaller, O.Carm. † (19 de desembre de 1725 - 1 de desembre de 1735 mort)
- Giovanni Rosso, C.R. † (11 d'abril de 1736 - 8 de juliol de 1737 nominat arquebisbe de Matera i Acerenza)
- Gennaro Carmignano, C.R. † (8 de juliol de 1737 - 24 de novembre de 1738 nominat arquebisbe de Gaeta)
- Arcangelo Maria Ciccarelli, O.P. † (19 de desembre de 1738 - 11 de febrer de 1747 dimití)
- Tommaso Mazza † (10 d'abril de 1747 - 25 de gener de 1768 nomenat bisbe de Castellammare di Stabia)
- Giovanni Domenico Durante † (19 de setembre de 1768 - setembre de 1781 mort)
- Giuseppe Monticelli † (16 de desembre de 1782 - 1791 mort)
- Giuseppe Corrado Panzini † (26 de març de 1792 - 23 de juliol de 1811 mort)
  - Sede vacante (1811-1818)
- Camillo Alleva † (26 de juny de 1818 - 13 de desembre de 1824 dimití)
- Francesco Saverio de Urso, O.M. † (20 de desembre de 1824 - 24 d'abril de 1826 mort)
- Angelico Mestria, O.F.M.Cap. † (28 de gener de 1828 - 30 de desembre de 1836 mort)
- Francesco Bruni, C.M. † (19 de maig de 1837 - 17 de gener de 1863 mort)
  - Sede vacante (1863-1873)
- Salvatore Luigi Zola, C.R.L. † (21 de març de 1873 - 22 de juny de 1877 nomenat bisbe de Lecce)
- Gennaro Maria Maselli, O.F.M. † (22 de juny de 1877 - 26 de juliol de 1890 mort)
- Vincenzo Brancia † (26 de juliol de 1890 succeduto - 25 d'abril de 1896 mort)
- Luigi Pugliese † (22 de juny de 1896 - 17 de juliol de 1923 mort)
- Antonio Lippolis † (15 de desembre de 1923 - 22 d'octubre de 1924 dimití)[20]
  - Sede vacante (1924-1934)
- Teodorico de Angelis † (5 de maig de 1934 - 23 de novembre de 1936 nomenat bisbe de Nocera de' Pagani)
- Giuseppe Ruotolo † (13 de desembre de 1937 - 9 de novembre de 1968 dimití)[21]
  - Sede vacante (1968-1974)
  - Gaetano Pollio † (9 de novembre de 1968 - 5 de febrer de 1969) (administrador apostòlic)
  - Nicola Riezzo † (28 d'abril de 1969 - 12 d'octubre de 1974) (administrador apostòlic)
- Michele Mincuzzi † (12 d'octubre de 1974 - 27 de gener de 1981 nominat arquebisbe de Lecce)
- Mario Miglietta † (21 de febrer de 1981 - 14 de novembre de 1992 dimití)
- Domenico Caliandro (23 d'abril de 1993 - 13 de maig de 2000 nomenat bisbe de Nardò-Gallipoli)
- Vito De Grisantis † (13 de maig de 2000 - 1 d'abril de 2010 mort)
- Vito Angiuli, des del 2 d'octubre de 2010

## Bisbes oriunds de la diòcesi
- Francesco de Filippis † (Gagliano del Capo, 12 d'octubre de 1875 - 3 de gener de 1964), arquebisbe titular de Gangra, ja arquebisbe de Bríndisi i administrador apostòlic perpetu d'Ostuni
- Giovanni Panico † (Tricase, 12 d'abril de 1895 - Tricase, 7 de juliol de 1962), cardenal prevere de Santa Teresa al Corso d'Italia
- Carmelo Cassati, M.S.C. (Tricase, 6 d'abril de 1924), arquebisbe emèrit de Trani-Barletta-Bisceglie
- Antonio Bello † (Alessano, 18 de març de 1935 - Molfetta, 20 d'abril de 1993), bisbe de Molfetta-Ruvo-Giovinazzo-Terlizzi
- Fernando Panico, M.S.C. (Tricase, 1 de gener de 1946), bisbe de Crato
- Luigi Martella (Depressa, 9 de març de 1948), bisbe de Molfetta-Ruvo-Giovinazzo-Terlizzi
- Gerardo Antonazzo (Supersano, 20 de maig de 1956), bisbe de Sora-Cassino-Aquino-Pontecorvo

## Estadístiques
A finals del 2010, la diòcesi tenia 120.000 batejats sobre una població de 122.000 persones, equivalent al 98,4% del total.

| any  | població | població | població | sacerdots | sacerdots       | sacerdots       | sacerdots             | diaques | religiosos | religiosos | parroquies |
| ---- | -------- | -------- | -------- | --------- | --------------- | --------------- | --------------------- | ------- | ---------- | ---------- | ---------- |
| any  | batejats | total    | %        | total     | clergat secular | clergat regular | batejats por sacerdot | diaques | homes      | dones      |            |
| 1950 | 87.000   | 87.000   | 100,0    | 83        | 71              | 12              | 1.048                 |         | 19         | 71         | 33         |
| 1970 | 108.000  | 108.000  | 100,0    | 88        | 60              | 28              | 1.227                 |         | 31         | 10         | 33         |
| 1980 | 115.500  | 115.900  | 99,7     | 76        | 54              | 22              | 1.519                 |         | 25         | 134        | 36         |
| 1990 | 115.300  | 115.800  | 99,6     | 74        | 62              | 12              | 1.558                 |         | 12         | 98         | 40         |
| 1999 | 122.800  | 124.000  | 99,0     | 76        | 62              | 14              | 1.615                 |         | 18         | 106        | 43         |
| 2000 | 123.000  | 124.800  | 98,6     | 74        | 62              | 12              | 1.662                 |         | 14         | 106        | 43         |
| 2001 | 122.000  | 123.000  | 99,2     | 75        | 62              | 13              | 1.626                 | 5       | 15         | 103        | 42         |
| 2002 | 122.500  | 123.500  | 99,2     | 66        | 57              | 9               | 1.856                 | 5       | 10         | 225        | 43         |
| 2003 | 123.500  | 124.500  | 99,2     | 70        | 59              | 11              | 1.764                 | 5       | 12         | 223        | 43         |
| 2004 | 123.800  | 125.000  | 99,0     | 69        | 60              | 9               | 1.794                 | 5       | 10         | 225        | 43         |
| 2010 | 120.000  | 122.000  | 98,4     | 70        | 63              | 7               | 1.714                 | 5       | 8          | 140        | 43         |